# Игрок в нарды (памятник)
Памятник «Игрок в нарды» (арм. «Նարդի խաղացողը») — памятник в Ереване. Открыт 4 ноября 2007 года.

## Галерея

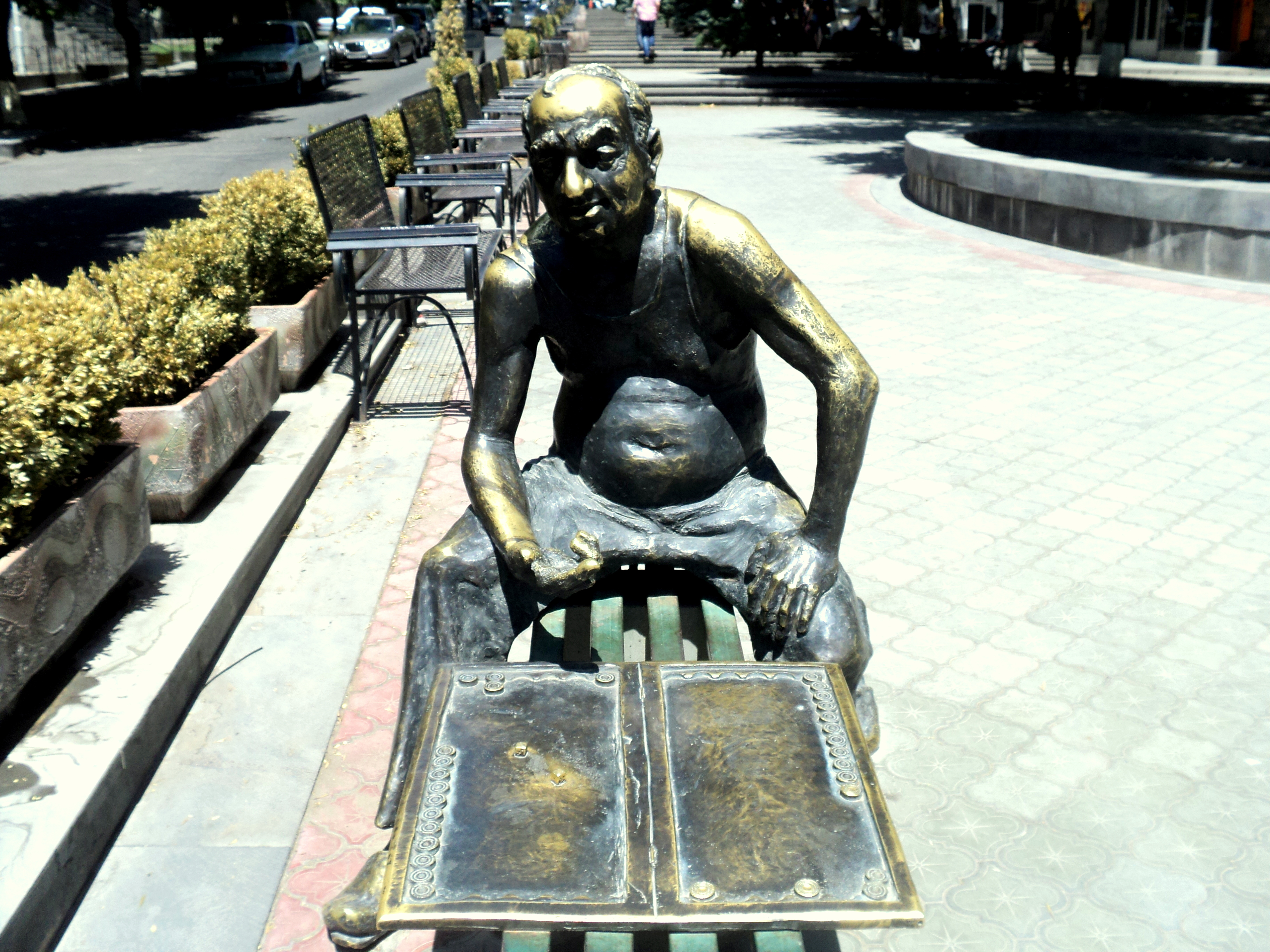

## История создания памятника
Идея установить памятник Игроку в нарды в Ереване возникла у студентов продюсерского курса «Кураж» Ереванского государственного института театра и кино, когда руководитель курса Рубен Джагинян поручил им придумать и воплотить в жизнь интересные скульптуры и памятники. Один из студентов предложил создать скульптуру, изображающую игроков в нарды. Его идею воплотил в бронзе скульптор Эдуард Шахикян.
Памятник «Игрок в нарды» был установлен 4 ноября 2007 года на улице Геворга Кочара в Ереване, у здания Ереванского драматического театра имени Грачья Капланяна. До открытия памятник был закрыт коробкой, напоминающей игральную кость.